# Röbäck
Röbäck is een plaats in de gemeente Umeå in het landschap Västerbotten en de provincie Västerbottens län in Zweden. De plaats heeft 2300 inwoners (2005) en een oppervlakte van 120 hectare. Röbäck ligt ongeveer een kilometer ten westen van de stad Umeå en wordt omringd door zowel landbouwgrond als bos.